# Султан Махмуд-хан
Султан Махмуд-хан (в некоторых источниках указан как Гийас ул-Хакк ва-д-Дин Султан Махмуд-хан) (ум. 1403) — номинальный хан Мавераннахра — западной части Чагатайского улуса (1384—1403).
Потомок хана Угэдея по линии Султан Махмуд-хан — Союргатмыш (ум. 1384) — Данишменджи (ум. 1348) — ? — Хайду (ум. 1301) — Хашин (ум. ок. 1237)- Угэдэй (ум. 11 декабря 1241 года). Одно звено пропущено — между Данишменджи (ум. 1348) и Хайду (ум. 1301).
В 1370 году, захватив Мавераннахр, Тамерлан, сохранив за собой титул эмира (так как не являлся чингизидом), назначил ханом Союргатмыша. Тот не имел никакой реальной власти и выполнял лишь церемониальные функции.
Союргатмыш умер в 1384 году, и Тамерлан назначил на его место Султана Махмуда — сына покойного.
Как и его отец, Султан Махмуд Хан участвовал во многих походах Тимура (в Индию, Дешт-и Кипчак, Малую Азию и т. д.). В некоторых источниках сообщается, что в 1402 г. в битве при Анкаре именно он взял в плен османского султана Баязета.
Известно, что монета с именем Султан-Махмуд-Хана чеканилась ещё в 1403 году.
У Султана Махмуд-хана было как минимум двое детей: дочь Акил Султан (на ней был женат Улугбек, внук Тимура) и сын по имени Султан Абу Саид. Носил ли он ханский титул, не известно.